# Melolontha albida
Espèce
Melolontha albida est une espèce d'insectes coléoptères de la famille des Scarabaeidae  (anciennement des Melolonthidae) et de la sous-famille des Melolonthinae.
Synonymes
- Melolontha candicans Burmeister 1855
- Melolontha naxiana Reitter 1887